# Distant Earth
Distant Earth – ósmy album studyjny André Tannebergera, który ukazał się w sprzedaży 29 kwietnia 2011 roku. Premiera tego albumu w Polsce odbyła się, podobnie jak światowa czyli tego samego dnia.
Album w Polsce osiągnął status platynowej płyty.

## Lista utworów

### CD1
1. ATB feat. Christina Soto – Twisted Love (Distant Earth Vocal Version)
2. ATB feat. JanSoon – Gold
3. ATB feat. Sean Ryan – All I Need Is You
4. ATB feat. Melissa Loretta – If It's Love
5. ATB feat. JanSoon – Move On
6. ATB with Josh Gallahan – Chapter One
7. ATB with Amurai feat. Melissa Loretta – Heartbeat
8. ATB feat. Sean Ryan – Killing Me Inside
9. ATB with Dash Berlin – Apollo Road
10. ATB with Rea Garvey – Running A Wrong Way
11. ATB feat. Kate Louise Smith – Where You Are
12. ATB feat. Fuldner – This Is Your Life
13. ATB feat. Christina Soto – One More
14. ATB feat. Melissa Loretta – White Letters

### CD2
1. ATB and Armin van Buuren – Vice Versa
2. ATB – Magnetic Girl
3. ATB feat. JanSoon – Be Like You
4. ATB – Moments In Peace
5. ATB feat. Kate Louise Smith – Moving Backwards
6. ATB – Distant Earth
7. ATB – Trinity
8. ATB – City Of Hope
9. ATB – Expanded Perception
10. ATB feat. Anova – Sternwanderer
11. ATB – Orbit

### CD3 (Club Versions – dostępne tylko w edycji Deluxe Fanbox)
1. ATB feat. Cristina Soto – Twisted Love (Distant Earth Vocal Club Version)
2. ATB feat. Cristina Soto – Twisted Love (Distant Earth Intro Club Version)
3. ATB feat. Fuldner – This Is Your Life (Club Version)
4. ATB feat. JanSoon – Move On (Club Version)
5. ATB feat. Kate Louise Smith – Where You Are (Club Version)
6. ATB feat. Sean Ryan – All I Need (Club Version)
7. ATB feat. Amurai and Melissa Loretta – Heartbeat (Club Version)
8. ATB with Dash Berlin – Apollo Road (Club Version)
9. ATB with Josh Gallahan – Chapter One (Club Version)